# Sagrestia Nuova
A Sagrestia Nuova, vagy magyarul Új sekrestye, az egyik fontos reneszánsz építészettörténeti emlék Firenzében, a San Lorenzo-bazilikában. Michelangelo világhírű építészeti és szobrászati remekműveként tartják számon.

## Története
A Sagrestia Nouva a világ legszebb építészeti és szobrászati alkotásai közé tartozik. Alkotó mestere, építésze és szobrásza Michelangelo. Építése száz évvel a Sagrestia Vecchia (Régi sekrestye) építése után, 1520-ban kezdődött el. A Sagrestia Vecchia-kápolnával szimmetrikusan átellenben, a főhajó túlsó oldalán található a szintén nevezetes firenzei épületegyüttesben, a San Lorenzo- bazilikában.

## Építészeti leírása
A kápolna alaprajza szabályos négyzet egy kisebb benyíló négyzet alapú oltártérrel kiegészítve. Bár alaprajzában azonos a Régi sekrestyével, függőleges tagolása más: hármas osztatú. Az alsó kápolnateret körbefutó párkányzat választja el a fölé nyúló középső tértől, melyet legfelül zár le a félgömb formájú kupola. Az alsó tér falain itt is pilaszterek és vakablakok az építészeti díszek, de mindezek csak háttérként szolgálnak a Medici hercegek Michelangelo faragta két síremléke számára.
A két hercegi síremlék egymással szemközt található. A középső falbemélyedést hármas vakablak tagolja, melyek közül a középsőben foglalnak helyet a hercegeket ábrázoló szobrok. Az ülő alakok előtt a szarkofág tetején két könyöklő alakot helyezett el Michelangelo. Toszkána etruszk kori hagyományát követi ez az elrendezés, a könyöklő alakok azonban nem azt a nyugodt békés szemlélődést fejezik ki, mint a 2000 évvel korábban készült etruszk síremlékek. A Hajnal és az Alkony, a Nappal és az Éjszaka férfi-női párosa olyannyira kedvelt építőművészeti díszítő formává vált, hogy csak Budapesten száznál is több épületen alkalmazták ezt az elrendezést az építészek.